# Petelia furva
Petelia furva là một loài bướm đêm trong họ Geometridae.